# Saint-Martin-les-Eaux
Saint-Martin-les-Eaux ist eine Gemeinde mit 123 Einwohnern (Stand 1. Januar 2022) in Südfrankreich. Sie gehört zur Region Provence-Alpes-Côte d’Azur, zum Département Alpes-de-Haute-Provence, zum Arrondissement Forcalquier und zum Kanton Manosque-2. Die Bewohner nennen sich Saint-Martinois.
Die Gemeinde grenzt im Norden an Saint-Michel-l’Observatoire, im Nordosten an Dauphin, im Süden und Osten an Manosque sowie im Westen an Villemus.

## Bevölkerungsentwicklung
| Jahr      | 1962 | 1968 | 1975 | 1982 | 1990 | 1999 | 2008 | 2012 | 2013 | 2018 | 2019 |
| --------- | ---- | ---- | ---- | ---- | ---- | ---- | ---- | ---- | ---- | ---- | ---- |
| Einwohner | 53   | 31   | 24   | 37   | 69   | 104  | 99   | 110  | 114  | 113  | 114  |

## Sehenswürdigkeiten

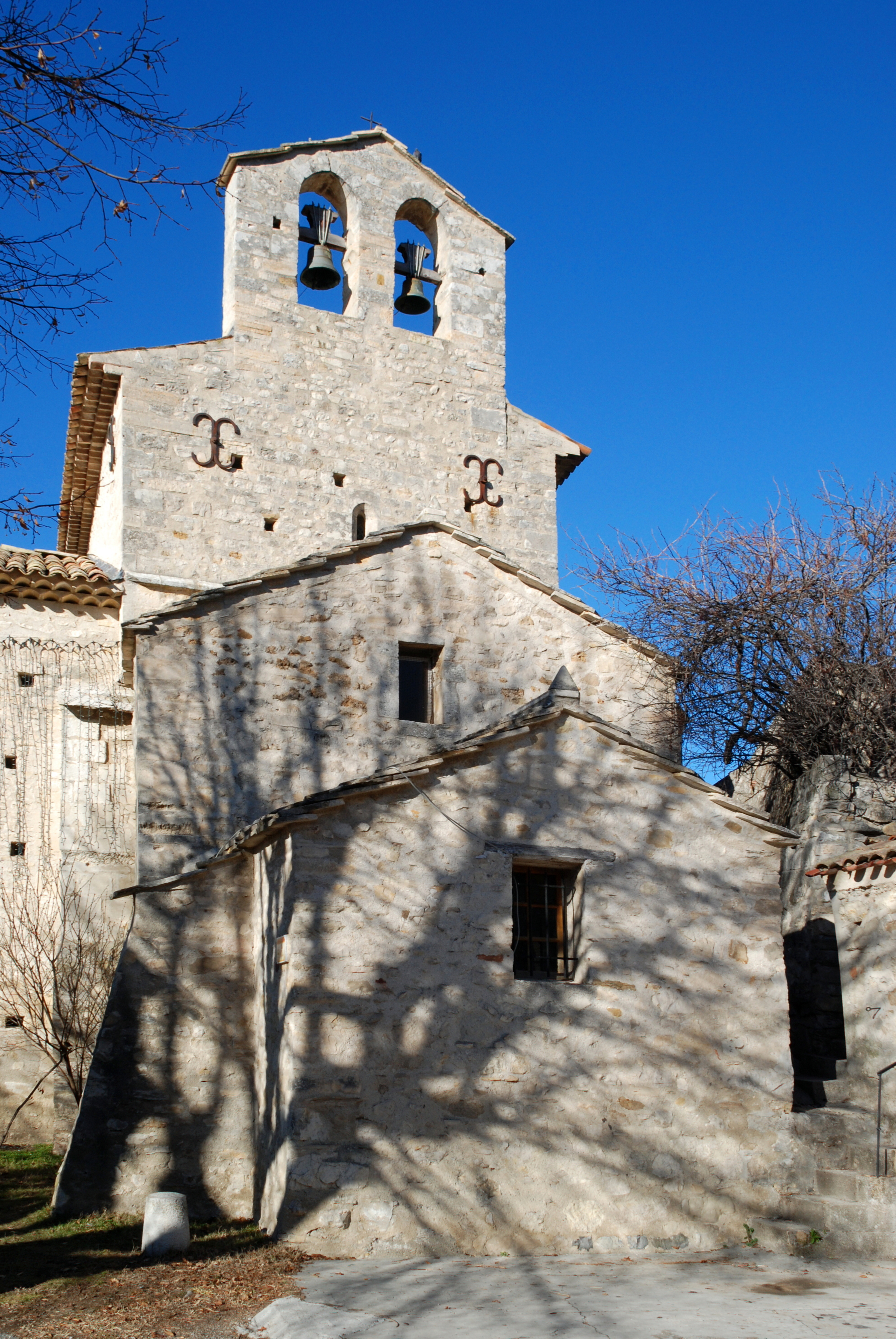
Kirche Saint-Martin

- Kirche Saint-Martin, Monument historique, erbaut im 12. Jahrhundert
- Amphitheater